# إينزالوتاميد
إينزالوتاميد (بالإنجليزية: Enzalutamide)‏ هو دواء يُستعمل في علاج:
- أمراض البروستاتا[10]